# Les Filles de Grenoble
Pour plus de détails, voir Fiche technique et Distribution.
Les Filles de Grenoble est un film français réalisé par Joël Le Moigné et sorti en 1981. Il est adapté d'un ouvrage du journaliste du même nom de Paul Lefèvre.

## Synopsis
À la suite du témoignage de Cora, une prostituée grenobloise, le juge Le Pérec déclare la guerre à une bande de proxénètes locaux qui maltraitent les prostituées.

## Fiche technique
- Titre : Les Filles de Grenoble
- Réalisation : Joël Le Moigné
- Scénario : Paul Lefèvre
- Dialogues : Joël Le Moigné et Paul Lefèvre
- Photographie : Roland Dantigny et Jean-Claude Rivière
- Son : Laurent Quaglio
- Décors : Hubert Pinaud
- Montage : Jean-Claude Bonfanti
- Musique : Alain Jomy
- Production : Cédric Production - Les Films de la Tour
- Pays d'origine :  France
- Durée : 95 minutes
- Date de sortie : France - 18 novembre 1981

## Distribution
- Zoé Chauveau : Cora
- André Dussollier : Le Pérec
- Alain Doutey : le commissaire Brière
- Jean-François Garreaud : l'inspecteur Imbert
- Caroline Berg
- Yves Vincent
- Max Vialle
- Jean-Marie Richier

## Accueil critique
- « Sur un scénario du chroniqueur judiciaire Paul Lefèvre, Joël Le Moigné a construit un film sans surprise, consciencieux (...) Zoé Chauveau, dont on n'oubliera pas la première apparition dans L'Ombre des châteaux de Daniel Duval, ne peut apporter plus qu'il ne contient à un rôle central trop succinct, tout comme André Dussollier, en petit juge bien élevé, ne se départit jamais de sa parfaite éducation » (Louis Marcorelles, Le Monde, 5 décembre 1981)